# Pizarra (kommun)
Pizarra är en kommun i Spanien.   Den ligger i provinsen Provincia de Málaga och regionen Andalusien, i den södra delen av landet, 400 km söder om huvudstaden Madrid. Antalet invånare är 9 269. Arean är 64 kvadratkilometer. Pizarra gränsar till Alora.
Terrängen i Pizarra är huvudsakligen kuperad, men söderut är den platt.